# Поповка-Волоцкая
Поповка-Волоцкая — деревня в Вашкинском районе Вологодской области. Находится на северном берегу Волоцкого озера.
Входит в состав Васильевского сельского поселения, с точки зрения административно-территориального деления — в Васильевский сельсовет.
Расстояние по автодороге до районного центра Липина Бора — 21 км, до центра муниципального образования деревни Васильевская — 18 км. Ближайшие населённые пункты — Мыс, Останинская, Пиньшино.
По переписи 2002 года население — 25 человек (11 мужчин, 14 женщин). Всё население — русские.